# Nuevo orden de la libertad
Nuevo orden de la libertad es el octavo álbum de estudio del grupo argentino de stoner rock Los Natas, editado en 2009 por Oui Oui.
Este trabajo fue grabado entre 2008 y 2009 en los estudios Abasto/Monsterland y El Attic, y representa el último material editado por Los Natas a la fecha.

## Lista de temas
1. Las campanadas
2. El nuevo orden...
3. Resistiendo al dolor
4. Hombre de metal
5. Ganar-perder
6. El pastizal
7. David & Goliath
8. Bienvenidos
9. 10.000
10. Dos horses

## Personal
- Sergio Chotsourian (Sergio Ch.) - guitarra, voz, arte de tapa
- Walter Broide - batería
- Gonzalo Villagra - bajo